# Джон Джейкоб Астор IV
Джон Джейкоб «Джек» Астор IV (англ. John Jacob Astor IV; 13 липня 1864 — 15 квітня 1912) — часто згадуваний у пресі як «Джек Асс», американський мільйонер, бізнесмен, письменник, член відомої родини Асторів і підполковник Іспано-американської війни.
У квітні 1912 року Астор увійшов в історію, ступивши на борт океанського лайнера «Титанік», який, зіткнувшись з айсбергом, затонув в ніч на 15 квітня. Астор був серед 1514 осіб на борту, які не вижили. Він був найбагатшим пасажиром на борту «Титаніка» і вважався одним із найбагатших людей у світі в той час, зі статками близько 85 млн $ (близько 2 млрд $ у цінах 2019 року).

## Біографія
Джон Джекоб Астор IV народився 13 липня 1864 року в селищі Райнбек, округ Дачесс, штат Нью-Йорк, США. Він був правнуком Джона Джекоба Астора, чий статок, нажитий на торгівлі хутром і нерухомістю, зробив сім'ю Асторів одними з найбагатших сімей в Сполучених Штатах. Астор спочатку вчився в школі Святого Павла в Конкорді, Нью-Гемпшир, а потім у Гарвардському університеті.

## Шлюби
У 1891 році Джон Джекоб Астор одружився з Авою Лоулою Віллінг. У них народилося двоє дітей: син Вінсент Астор (1892) і дочка Ава Еліс Астор (1902). У 1909 році Астор розлучився з Авою.
9 вересня 1911 року у 47-річному віці Джон Джекоб Астор одружився з Мадлен Талмаж Форс в бальному залі будинку своєї матері в Ньюпорті, штат Род-Айленд. Мадлен була на рік молодша за сина Астора — Вінсента. Після весілля пара поїхала у весільну подорож спочатку в Єгипет, потім в Європу. З ними подорожувала Марґарет Браун, згодом відома як «непотоплювана Молі Браун». Вона супроводжувала Асторів в Єгипті й у Франції і за збігом обставин була викликана в США. У той же самий час подружжя вирішило припинити весільну подорож і відправитися в Нью-Йорк.

## Кар'єра
Серед досягнень Астора як письменника виділяється роман «Подорож до інших світів» (англ. A Journey in Other Worlds), виданий у 1894 році, в якому описані подорожі до Сатурна і Юпітера в 2000 році. Крім того, він запатентував кілька винаходів, в тому числі велосипедні гальма, пневматичні дорожні меліоратори, і допоміг у розробці турбіни двигуна. Астор заробив мільйони і в сфері нерухомості. У 1897 році він побудував у Нью-Йорку готель «Асторія», найрозкішніший готель у світі, по сусідству з готелем двоюрідного брата Астора, Вільяма Волдорфа Астора. Готель називався «Waldorf Hotel». Комплекс з двох готелів став відомий як «Waldorf-Astoria Hotel».
З 1894 до 1896 року він був у команді Губернатора штату Нью-Йорк Леві Мортона. Незабаром після початку іспано-американської війни 1898 року, Астор особисто фінансував добровольців артилерійського підрозділу, відомого як «Дивізія Астора», який проходив службу на Філіппінах. Астор був призначений підполковником у Армії Добровольців США і служив офіцером штабу на Кубі в період кампанії в Сантьяго. Протягом цього часу він передав свою яхту Nourmahal в користування уряду США. За свою військову службу Астор був нагороджений Медаллю Іспанської Кампанії.

## На борту «Титаніка»

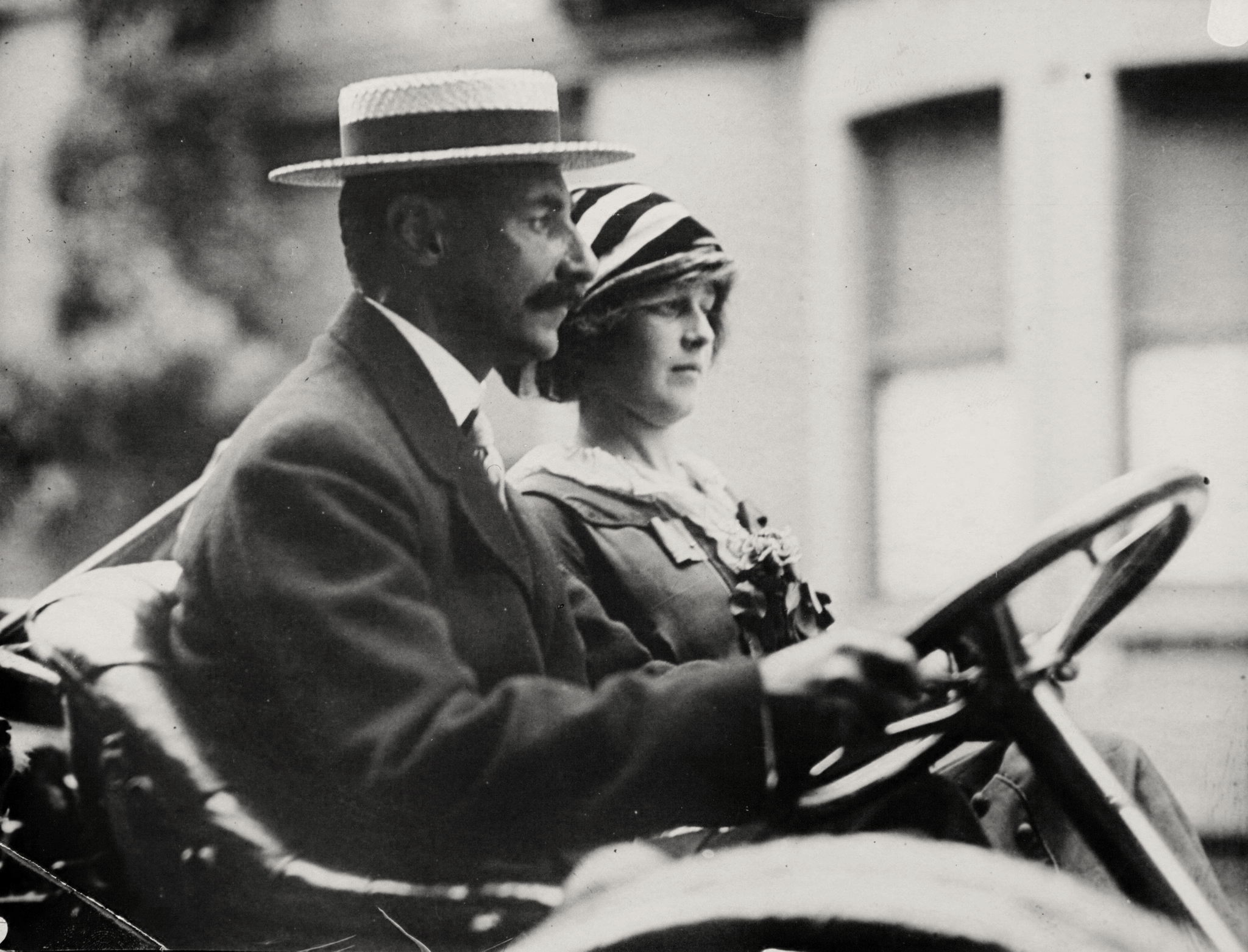
Астор зі своєю другою дружиною Мадлен Талмаж Форс під час весільної подорожі

Під час весільної подорожі Європою Мадлен завагітніла і наполягла, щоб дитина народилася в США. Астори сіли на «Титанік» 10 квітня 1912 року у Шербурзі як пасажири 1-го класу. Разом з ними на корабель сів камердинер Астора Віктор Роббінс, покоївка Мадлен Розалі Байдос і медсестра Керолайн Луїза Ендрюс. Крім того, з ними в подорож вирушив їхній вихованець, ердельтер'єр на прізвисько Кіті. Астор був найбагатшим пасажиром на борту «Титаніка».
Через деякий час після зіткнення корабля з айсбергом полковник Астор зауважив дружині, що пошкодження не є небезпечними для «Титаніка». Пізніше він перебував із нею в гімнастичному залі. Мадлен побоювалася, що рятувальні жилети надто ненадійні. Вона сіла в рятувальну шлюпку номер 4 разом з покоївкою і медсестрою. Полковник запитав у другого помічника Чарльза Лайтоллера, чи може він сісти в шлюпку з дружиною. Лайтоллер відмовив, аргументувавши тим, що спочатку у шлюпки сідають тільки жінки і діти. Відійшовши, він запитав у нього номер човна, щоб потім знайти дружину. Останній раз Астора бачили живим о 1:55. Він стояв на шлюпковій палубі і спостерігав, як інші люди намагаються спустити решту шлюпок.
Його тіло було виявлено 22 квітня 1912 року пароплавом «CS Mackay-Bennett». У посмертному звіті сказано, що тіло Астора сильно знівечене і вкрите сажею (можливо, від падіння на нього першої димової труби), але ті, хто бачили його тіло, стверджували, що він був у прекрасному стані, навіть без синців.
Астор був похований на кладовищі Троїцької церкви в Нью-Йорку на Мангеттені. 14 серпня 1912 року Мадлен Астор народила від нього другого сина Джона Джекоба Астора VI.